# خنشع الزيتون

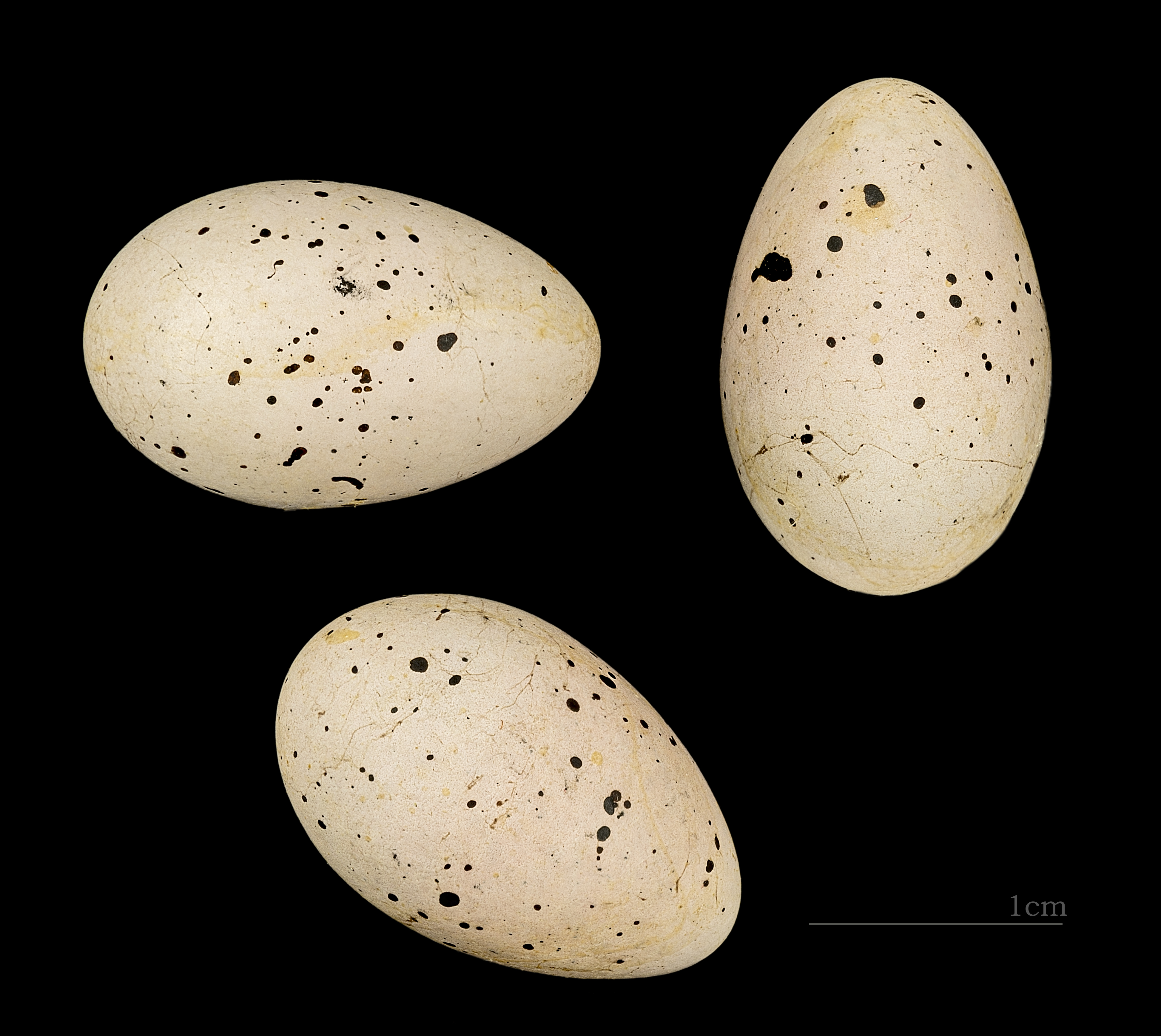
Iduna pallida elaeica

خنشع الزيتون ويسمى أيضا هازجة زيتونية (الاسم العلمي: Hippolais pallida) (بالإنجليزية: Eastern Olivaceous Warbler)‏، هو طائر ينتمي إلى هازجية (فصيلة: Acrocephalidae).
- "خنشع الزيتون" هو مصطلح يُستخدم في بعض المناطق للإشارة إلى الزيتون الذي يتم قطفه قبل نضجه الكامل، حيث يكون الزيتون في مرحلة مبكرة من النضج، وغالبًا ما يكون لونه أخضر وقوامه صلب. يُعتبر هذا النوع من الزيتون مميزًا في الطعم والقوام، ويُستخدم في العديد من الوصفات التقليديةيور مصر
- خنشع الزيتون غربي